# Ronaldo Francisco Lucato
Ronaldo Francisco Lucato, mais conhecido como Lê (Limeira, 1 de setembro de 1964), é um ex-futebolista brasileiro que atuava como atacante.

## Carreira
Começou sua carreira nas equipes de base da Internacional de Limeira, em 1983, e fez parte da equipe campeão paulista de 1986, o primeiro título paulista de um time do interior. Único jogador daquele elenco natural de Limeira, Lê foi reserva durante quase todo o torneio, mas ganhou a posição no primeiro jogo das semifinais. "Eu fui improvisado na ponta direita no jogo contra o Guarani e depois joguei na ponta esquerda contra o São Paulo, daí o [técnico] Pepe gostou e eu ganhei a camisa 11", explicou ao jornal Folha de S. Paulo. No ano anterior quase fora negociado com o Santos, mas o clube praiano não gostou da proposta.
No ano seguinte foi para o São Paulo a pedido do agora técnico tricolor Pepe, com quem tinha trabalhado na Inter. Tendo a difícil missão de substituir Careca, vendido ao futebol italiano, no começo foi criticado. Deu a volta por cima sendo o artilheiro do São Paulo na conquista do Campeonato Paulista de 1987. "Acredito que o Cilinho [técnico que substituiu Pepe no meio do campeonato] tem muito a ver com a minha afirmação", analisou Lê em setembro. O atacante marcou um dos gols do primeiro jogo da decisão, tornando-se ainda o único bicampeão no elenco são-paulino. Na revista-pôster do título, a revista Placar classicou-o como "um jogador moderno, que atua em todas as posições no ataque".
Depois da passagem pelo São Paulo, defendeu ainda Internacional, Santa Cruz e Portuguesa.

## Títulos
Internacional de Limeira
- Campeonato Paulista: 1986[8]

São Paulo
- Campeonato Paulista: 1987